# Radio Traffic FM
Radio Traffic FM – lokalna stacja radiowa we Wrocławiu, nadająca 24-godzinny program na częstotliwości 97,8 MHz do dnia 29 czerwca 2013 roku. 30 czerwca 2013 roku program stacji zastąpiony został przez Radio ZET Gold.
Stację założono w 2007 roku. Jej grupę docelową stanowiły osoby w wieku 20-45 lat z wyższym i średnim wykształceniem.
Nadajnik o mocy 0,5 kW umieszczony był na szczycie wieży Bazyliki św. Elżbiety Węgierskiej  we Wrocławiu (zwanej kościołem Garnizonowym). Anteny umieszczone były na wysokości 120 m n.p.m. plus 90 m wysokości wieży.